# 吴宏耀
吴宏耀（1964年12月—），男，汉族，浙江东阳人，中华人民共和国政治人物。大学本科学历，农学学士学位。曾任中央农村工作领导小组办公室专职副主任（副部长级），中华人民共和国农业农村部党组成员、副部长。

## 简历
1984年，吴宏耀毕业于浙江农业大学（现浙江大学农业生命环境学部）茶学系。毕业后，他进入农牧渔业部工作，历任农牧渔业部农业局经作二处干部、科员，农业部农业司经作二处主任科员、农情信息处副处长、农情处副处长、粮油处处长、农情信息处处长。2003年7月，任农业部市场与经济信息司助理巡视员。2002年至2007年期间，筹备中央农村工作会议。2004年6月至2007年3月，担任国务院办公厅副局级秘书、正局级秘书。2007年3月，担任中央财经领导小组办公室农村二组组长。2009年2月，受聘为浙江大学兼职教授。2014年8月，任中央财经领导小组办公室农村二局局长。2016年12月，任中央农村工作领导小组办公室副主任（正局长级）。2018年3月，任农业农村部党组成员兼任中央农办秘书局局长。2021年11月，任中央农村工作领导小组办公室专职副主任（副部长级）。2023年6月，伴随国家乡村振兴局改制为在农业农村部加挂牌子，吴宏耀任农业农村部党组成员、副部长，不再担任中央农村工作领导小组办公室专职副主任。2025年3月，不再担任农业农村部副部长一职。